# 廣府民系
廣府民系，亦稱粵民系、粵族、南粵人、廣府人、廣東人、嶺南人，舊稱廣州人、唐人，是以粵語為母语的民族，廣泛分佈於廣東、廣西、海南、香港、澳門以及海外部份國家或地區。不同于外来的客家民系和闽民系，发祥自岭南的粤族所佔比例在广东省內接近60%，並以廣州和佛山為「廣府文化」發祥地。

## 简介
广义的粤族根據方言片區可分為十大分支，包括粤海民系、莞宝民系、罗广民系、四邑民系、高凉民系、邕浔民系、勾漏民系、钦廉民系、吴化民系、儋州民系。
狭义的粤族则是指只含以广州文化为核心或以广州话为母语的漢族群體，基本来自明清時期广州府的管辖区域，广州府管辖14县，包括南海县、番禺县、顺德县、花县、东莞县、从化县、龙门县、新宁县（今台山）、增城县、香山县（今中山、珠海、澳门）、新会县、三水县、清远县、新安县（今深圳、香港）共14县。在明朝海禁后，大量进入珠三角的人群以及后来的香港人都被粤语影响，加上早期一口通商和五口通商的广州以及六七暴动后语文统一的香港是粵文化的推广基地，使得不少香港原居民（包括和客家人）以及非華裔人士亦使用粤语廣州話。

## 定义

### 狭义
狭义的广府民系即“广府人”，又稱粵海民系、南番順人，旧称番禺旧裔。从定义上说，广府民系是指具有以下特征的民系：
- 民族与民系：广府人是汉族的一个分支。
- 语言：粵語是广府人的母语，属于漢藏语系漢語族，受五代十國時期人口南遷影響，保留了很多古汉语用詞。但底层也有相當侗泰語成份，来自古代的俚、僚語言。
- 文化：廣府民系内部對於本民系的共同心理認同感比較強烈，民系凝聚力強，普遍为繁榮的嶺南和廣東文化感到自豪。

### 广义
廣義的广府民系是指所有使用各地分支粵語的漢族族群，稱為廣東人、粵語族群。使用粵語之居民通常自稱「廣東人」、「本地人」或「粵人」，鮮少自我認同為廣府人，尤其是在珠三角以外的粵語地區。
近年来，有些语言学家、人类学家在研究、比较广东、广西的本地人时，出于讨论上的方便，常将说粤语的广东漢族人（有时甚至包括所有以粤语为母语的人）称为广府民系（与说客家话、闽语等的广东漢族人相区别），不过广府这个词的知名度不高，即使在广府的核心——珠三角地區使用也不多，更不被粤西的粤人认可，一般广东广府人更加认同广东人这个名字而极少自称广府人。学术上定义一个广义的广府民系，有利于对广东、广西不同族群的比较和研究。但在海外的广府华侨由于他们的原籍、祖籍多数是来自广东和香港，故大部分的广府华侨及华人只有“广东人”及“广东话”的认同。存在“广府”的强烈认同多见在东南亚地区的各个华人社区中因东南亚地区的广府族群的原籍、祖籍来自广东和广西都有。
所以，是否应该对所有漢族粵語族群都称为广府民系（广府人）有一定争议。現在中國各地人口流動性高，不同省份的人口不斷互相融合，各種認定以主觀因素居多，例如自我認定及別人認同和不同人群互相通婚，而非僅是長期居住。

## 分佈
广府漢族居住在广东、广西、海南西部、香港、澳门，以及一些海外华人社区。

### 粵桂瓊
广东省：广府人是广东省三大民系中的第一大民系，其人口所占比例近60%，聚居的地方占全省面积的1/3以上，即广州、佛山、东莞、博罗、中山、珠海、江门、肇庆、阳江、云浮、清远、英德、韶关、茂名、顺德、南海、番禺、龙门、增城、从化、花都、连州、阳山、连山、怀集、广宁、四会、三水、高要、云浮、高明、新兴、鹤山、封开、郁南、德庆、罗定、阳春、阳江、信宜、高州、化州、吴川、台山、开平、新会、恩平、惠州、惠东、河源、源城及斗门等。非纯以广府人为主的县市13个，分别为广东粤东、粤西、粤北的韶关、湛江、深圳、海丰、陆丰、仁化、乐昌、英德、宝安、电白、遂溪、徐闻及廉江。
广西壮族自治区：广府人聚居的县市有30多个，即南宁、邕宁、横县、贵港、桂平、平南、藤县、梧州、玉林、北流、容县、博白、陆川、防城港、东兴、钦州、合浦、浦北、灵山、北海、苍梧、岑溪、昭平、蒙山、贺州、钟山、百色、崇左、扶绥、宁明、凭祥及龙州。
海南省：广府人聚居的县市有7个，即儋州、东方、乐东、琼中、三亚、昌江及文昌市铺前镇浦渔村。

### 港澳
香港：使用粵語的廣府人佔多數，原籍主要來自廣東的珠江三角洲一帶，如南番順、四邑、東莞、寶安、香山等，其人口所占比例超過60%。六七暴動後，香港政府欲統一中文語文，遂推動粵語廣州話在社會廣泛流通，很多原籍客家、潮州、福建的當地漢族居民，甚至江浙人、山東人都逐漸改說廣府話。
澳門：使用粵語的廣府人佔多數，原籍客家和閩南的居民普遍會說廣府話。

### 海外
在西方文化圈國家（歐洲、美洲、大洋洲）廣府民系在華人社群占了多數；漢族廣府人在東南亞國家，分佈占比則不同，在越南為第一大漢族社群，在新加坡、馬來西亞、菲律賓和柬埔寨為繼閩南人或潮州人之後的第二大或第三大漢族社群，在泰國、寮國、印度尼西亞、汶萊、缅甸和東帝汶，廣府人雖然不是第一或第二大漢族族群，但在華裔社群內有極大的影響力。
在東南亞，廣府人的城市屬性很強，幾乎都居住在大城市中心地帶。在馬來西亞，廣府人人數居於閩南人之後，但是首都吉隆坡、連同中馬四個州首府（怡保、關丹、芙蓉、莎阿南）的華人社群皆以粵語為主流社交漢語用語。在新加坡，廣府人人數為閩南人之後第二大社群，廣府人大量集居在牛車水唐人街的城市中心地帶。雖然新加坡政府強勢推行了將近四十年華語運動，但廣府話在新加坡城市中心仍相當通行。根據新加坡政府人口普查，廣府人在家中使用和傳承祖籍方言－粵語的比率比其他華裔籍貫高出十多倍。在越南，廣府話更是胡志明市華人的工商業用語，尤其是在堤岸區一帶，其他華裔籍貫也被同化，改說廣府話。在印尼，廣府人也主要集居在首都和大城市中心地區。

## 基因
有遺傳學研究显示，現代廣府民系主要父系來自中原及一部分母系來自中原，是新石器時代中原移民與南越部落原住民長期雜居通婚而形成的一个漢族民系。
总体来讲广府人基因以東亞北部(新石器黃河農夫)與東亞南部(福建新石器-現代東南亞人相關)的基因為主，和其他漢族民系基本一致，全体漢族的常染色体之间的内部差异小于和其他民族之间的差异。

### 父系
据23魔方，广东汉族人的父系，有22%的O2a2b1a2-M117、16%的O1b1a1-PK4（目前也是壯侗語系及南亞語系人群的主流支系）、14%的O1a-M119(目前也是菲律賓人與台灣原住民的主流父系)，8%的O2a-M188(在華南更高頻分布)、14%的O2a1-L127、8%的O2a2b1-M134*、7%的O2a2*-P201*、2%的O1b1*-F2320*等與漢族匹配度较好單倍群。
其中O2a2b1a2-M117在汉语族和藏缅语族之中都高频，缅甸的缅族中可达40%左右，在藏缅主要是CST1642支系；而广东的20%+的M117以Y7080(SK1730)、CTS5063、F2188(O-F317)三个晚近的蔟为主，其中前两个支系或与历史时期的北方移民无关，可能分別来自广西與湖北。後兩個蔟可能與歷史時代的福建有密切關係。
以下为23魔方细分数据表：
|          |                 | 广东   | 广东  | 广东  | 广西  | 备注                                                                                                |
| 潮汕汉   | 客家汉          | 粤语汉 |       |       | 广西  | 备注                                                                                                |
| -------- | --------------- | ------ | ----- | ----- | ----- | --------------------------------------------------------------------------------------------------- |
| O2a2b    | O2a2b1a2-M117   | 23.5%  | 21.3% | 18.8% | 17.8% | O2a2a-M188和M117的上游O2a2b-M164，在约18000年前分化                                                 |
| O2a2a    | O2a2a-M188      | 7.5%   | 10.5% | 8.6%  | 8.6%  | 该组比例在山東漢：3.5%、0.2%；在吉林汉：3.9%、0.2%；在河南漢：4.1%、0.3%                            |
| O2a2a    | (M188)-M159     | 6.0%   | 5.5%  | 2.6%  | 1.2%  | 该组比例在山東漢：3.5%、0.2%；在吉林汉：3.9%、0.2%；在河南漢：4.1%、0.3%                            |
| O1b      | O1b1a1 (PK4)    | 6%     | 11.4% | 16.4% | 20.2% | 目前也是壯侗語系及南亞語系人群的主流支系，在印尼柬埔寨高頻分布，廣泛分布在東南亞，如越南京族（42%） |
| O1b      | O1b1a2 (Page59) | 6%     | 1.7%  | 1.7%  | 0.6%  | 广东潮汕比例与山東漢（5.9%）、黑龙江汉（5.2%）、江苏洪巢（5.2%）接近。                              |
| O1a-M119 | O1a-M119        | 17.3%  | 16.4% | 15.7% | 14.9% | 河南汉（6.5%)、河北汉（4.7%）、北京汉（15.6%)、菲律宾人（37.5%）、泰人（2.5%）                      |

在漢藏語系族群内，单倍群O2（2.3萬年共祖）是最普遍的分子标记。有研究顯示，广府人的Y-染色體（父系祖先）69%與北方汉族一致，而mtDNA（母系祖先）30%與北方汉族相同，源自中原人，其餘mtDNA（母系祖先）源自百越部落。
總體上广府人父系接近其他漢族民系，但也受到一定的嶺南土著影響。。漢族中讲廣西平话的人的中原父系較少，較大比例是南方土著。

### 母系
廣府人的mtDNA（母系祖先）30%~50%源自黃河流域土著，其餘mtDNA（母系祖先）源自中國南方。
例如粒線體D4，在河南占比 20%，湖北16%~17%，福建12%~13%，廣東8%~9%，在東南亞則更低頻。表示廣府人雖然母系與中原漢族雖有明顯差異，但亦與東南亞人有明顯差別。

总体上广府人母系接近于其他汉族民系。

### SNP
针对東亞各地的汉族以及新加坡华人的全基因组SNP变异研究显示，汉族有南北走向的連續遺传梯度，而非南北隔分开。广东三大民系（潮汕、客家、广府）的450个样本与其他汉族一样沿南北走向分布，在这三個方言群体中，潮汕组与中國中部样本的差异最小，分布最南方的粤语组在 PCA 中处于最南端、Fst 值也与北方样本和南方样本的其余部分差异最大。而导致漢族南北差异的遺传变异比例较低。客家人和潮汕人在血统方面更接近其他中部省份，广府人作为广东本地居民，与其他两组有一定遺传分化差异，與潮汕人从9世纪后期开始特别是在宋代期间由福建南迁的历史记录一致，漢族内部的全基因组snp南北差異结构與過去2000年中原居民由于战乱与饥荒而多次南迁的纪录吻合。
另一项对11670名汉族妇女的低覆盖全基因组SNP变异研究显示，北方省份样本对西部欧亚大陆特别是北欧和东欧群体的有亲和性，相对南方省份如四川和广东等几乎没有来自西伯利亚或欧亚大陆西部的亲和性，反而受到地理上相近的云贵高原、臺灣的影响，如阿美族、泰雅族和傣族。广东的个体与其他群体相比表现出异常的分散性，不局限於特定的地理位置。汉族内部也存在着遗传结构差异，最大的如福建或广东和北京之间的 Fst 值与西班牙人和英国人或法国人之间的差异程度大致相同，但遗传分化程度较低，显示了中国内部持续的基因流动与历史上漢族多次因战争、入侵、扩张而形成的迁移浪潮一致。

## 语言
广府人的语言为粤语，為漢藏語系漢語族之下的一門語言，下分有數支方言片區，其中以廣州話為標準音。语言学研究顯示，粤语可能有壯、侗来源的字不多。在另一项对广州话、南宁平话现代词汇和现代壮语的比较研究中，分别有215个和162个关系词被认为是前述两者的壮侗底层词。

## 名人

### 政治及軍事界

#### 前代
- 盧惠能
- 李昴英
- 陳獻章
- 陳子壯
- 黎遂球
- 袁崇煥
- 鄧世昌

#### 中華民國
- 孫中山
- 梁启超
- 胡漢民
- 朱執信
- 古應芬
- 潘達微
- 史堅如
- 江孔殷
- 李福林
- 胡毅生
- 孫科

#### 中華人民共和國
黨和國家領導人：
- 苏兆征（廣東珠海人）：中共中央政治局常委
- 李濟深（廣西蒼梧人）：全國政協副主席
- 何香凝（廣東廣州人）：中央人民政府委员、全国人大常委会副委员长、全国政协副主席
- 司徒美堂（廣東開平人）：中央人民政府委员
- 梁思成（廣東新会人、出生于日本）：中央人民政府委员
- 蔡廷鍇（廣東羅定人）：中央人民政府委员、中華人民共和國國防委員會副主席、全國政協副主席
- 譚平山：（廣東高明人）：中共中央政治局委員、中央人民政府委员
- 鄧兆祥（廣東高要人）：全國政協副主席
- 雷潔瓊（廣東台山人、出生於廣州）：全国人大常委会副委员长、全国政协副主席
- 李沛瑶（廣西蒼梧人）：全國政協副主席
- 馬萬祺（廣東廣州人）：全國政協副主席
- 霍英東（廣東廣州人）：全國政協副主席
- 羅富和（廣東廣州人）：全國政協副主席
- 何厚鏵（廣東番禺人）：全國政協副主席

### 體育界
- 陳鏡開（廣東東莞人）：中國第一個世界冠軍
- 容國團（廣東中山人）：中國第一個打破世界紀錄的運動員

#### 奧運冠軍
- 曾国强（廣東東莞人）
- 陈伟强（廣東東莞人）
- 陳曉敏（廣東鶴山人）
- 楊景輝（廣東廣州人）
- 勞麗詩（廣東湛江人）
- 冼東妹（廣東四會人）
- 張潔雯（廣東廣州人）
- 何冲（廣東湛江人）
- 楊伊琳（廣東廣州人）
- 雷聲（廣東廣州人）
- 何姿（廣西南宁人）
- 陳艾森（廣東廣州人）